# Gamba d'esquer
La gamba d'esquer o gamba d'alguer (Crangon crangon) és una espècie de crustaci decàpode de la família Crangonidae. Pot arribar a fer fins a 10 centímetres de longitud. Habita en les sorres de les platges on es protegeix dels ocells, peixos i altres depredadors.
És possible trobar-lo en totes les costes europees i és molt degustat sobretot al mar on rep diversos noms: garnaal (neerlandès), geirnaors (flamenc occidental), crevettes grises (francès), Strandgarnele, porre, knat, granat o krabben. Se'n van capturar prop de 37.000 tones d'aquests crustacis el 2006, que consumeixen principalment a Alemanya, el nord de França, Bèlgica i als Països Baixos.

## Receptes
Al port de peix d'Oostende
- A l'esmorzar a la Gastronomia de Baixa Saxònia
- Tomate crevettes és un plat nacional belga
- Omelette crevettes (truita de crangon crangon)